# Lobophytum lamarcki
Lobophytum lamarcki is een zachte koraalsoort uit de familie Alcyoniidae. De koraalsoort komt uit het geslacht Lobophytum. Lobophytum lamarcki werd in 1956 voor het eerst wetenschappelijk beschreven door Tixier-Durivault. 